# کارلوس مارکس-مارست
کارلوس مارکس-مارست (انگلیسی: Carlos Marqués-Marcet؛ زادهٔ ۱۹۸۳) کارگردان فیلم، فیلم‌نامه‌نویس و تدوین‌گر اهل اسپانیا است. وی از سال ۲۰۰۶ میلادی تاکنون مشغول فعالیت بوده‌است.
از فیلم‌هایی که وی در آن‌ها نقش داشته است، می‌توان به ۱۰٬۰۰۰ کیلومتر و روزهای در پیش اشاره نمود.